# CDDB
Zkratka pro Compact Disc Database. Jde o Internetovou databázi, ve které vyhledávají programy pro práci s tagy, vypalovací programy a podobně. Hledá se buď podle interpreta a názvu alba, nebo podle unikátního "disc ID", které má každé album jiné. Stáhne z databáze "ID3 tagy" a doplní je do multimediálních souborů jako jsou: Ogg Vorbis, FLAC (.ogg, .flac), MusePack (.mpc), Mpeg Audio (mp2, mp3, mp4/aac), Monkey's Audio a další. Dá se v ní vyhledávat i přes web na FreeDB (FreeDB.org).